# Volby do Slovenské národní rady 1990
Volby do Slovenské národní rady 1990 byly první svobodné volby do nejvyššího slovenského zákonodárného sboru po pádu komunistického režimu. Konaly se v 5 660 volebních okrscích, paralelně s volbami do FS ČSFR. Uskutečnily se v pátek 8. a v sobotu 9. června 1990. Zvoleno bylo všech 150 poslanců Slovenské národní rady. Ve volbách zvítězila VPN, která získala 29,35% a 48 mandátů. Na druhém místě skončilo KDH, jež získalo 19,21% a 31 mandátů. Na třetím místě skončila SNS se ziskem 13,94% a 22 mandátů. Volební účast činila 95,39%. 

## Výsledky voleb
Do voličských seznamů bylo zapsaných 3 622 000 voličů, hlasy odevzdalo více než 3 455 000, tj. 95,39% voličů, z toho bylo platných 3 377 000, tj. 97,85% hlasů.
Z 16 kandidujících subjektů se dostalo do parlamentu sedm. Dvanáct mandátů připadajících na strany, které nezískaly potřebný počet hlasů, bylo v rozděleno mezi strany, které získaly více než 3 procenta hlasů a které tudíž překročily volební klauzuli. 
|                        | VPN         | KDH             | SNS              | KSS                          | MK          | DS                           | SZ          |
| ---------------------- | ----------- | --------------- | ---------------- | ---------------------------- | ----------- | ---------------------------- | ----------- |
| Volební lídr           | Ján Budaj   | Ján Čarnogurský | Víťazoslav Moric | Peter Weiss                  | Béla Bugár  | Ján Holčík                   | Juraj Mesík |
| Počet hlasů            | 991 285     | 648 782         | 470 984          | 450 855                      | 292 636     | 148 567                      | 117 871     |
| Podíl                  | 29,35 % ▬   | 19,21 % ▬       | 13,94 % ▬        | 13,35 % ▼                    | 8,66 % ▬    | 4,4 % ▬                      | 3,49 % ▬    |
| Počet mandátů          | 48          | 31              | 22               | 22                           | 14          | 7                            | 6           |
| Předchozí volby (1986) | nová strana | nová strana     | nová strana      | 99,86 % (150) Národní Fronta | nová strana | 99,86 % (150) Národní Fronta | nová strana |

### Podrobné výsledky
| politická strana                                                | počet hlasů | zisk v % | počet mandátů |
| --------------------------------------------------------------- | ----------- | -------- | ------------- |
| Verejnosť proti násiliu (VPN)                                   | 991 285     | 29,35 %  | 48            |
| Kresťanskodemokratické hnutie (KDH)                             | 648 782     | 19,21 %  | 31            |
| Slovenská národná strana (SNS)                                  | 470 984     | 13,94 %  | 22            |
| Komunistická strana Slovenska (KSS)                             | 450 855     | 13,35 %  | 22            |
| Spolužitie-Maďarské kresťanskodemokratické hnutie (ESWMK)       | 292 636     | 8,66 %   | 14            |
| Demokratická strana (DS)                                        | 148 567     | 4,40 %   | 7             |
| Strana zelených (SZ)                                            | 117 871     | 3,49 %   | 6             |
| Spojenectvo poľnohospodárov a vidieka (SPV)                     |             | 2,52 %   | 0             |
| Soc. dem. strana na Slovensku (SDSS)                            |             | 1,82 %   | 0             |
| Strana slobody (SSL)                                            |             | 1,78 %   | 0             |
| Demokratická únia Rómov Slovenska (DÚRS)                        |             | 0,73 %   | 0             |
| Hnutie československého porozumenia (HČP)                       |             | 0,40 %   | 0             |
| Všeľudová demokratická strana a Združenie pre republiku (VDSRS) |             | 0,21 %   | 0             |
| Slobodný blok (SB)                                              |             | 0,10 %   | 0             |
| Československé demokratické fórum (ČSDF)                        |             | 0,02 %   | 0             |

## Rozdělení mandátů

Výsledné rozložení mandátů v SNR (zleva: VPN, KDH, SNS, KSS, ESWMK, DS, SZ

Na ustanovující schůzi SNR 26. června 1990 se sešlo 147 ze 150 zvolených poslanců (z nich 1/5 působila v SNR už v předcházejícím období), kteří do rukou předsedy SNR Rudolfa Schustera složili poslanecký slib.
Poslanci tajným hlasovaním zvolili za předsedu SNR Františka Mikloška (VPN, 137 hlasů), místopředsedy SNR Ivana Čarnogurského a Jána Klepáče (KDH), László Nagya (VPN-MNI), Milana Zemka (VPN) a Oľgu Keltošovou (DS); zvoleni byli předsedové výborů SNR, přičemž na rozdíl od ČNR při této volbě nebyl přijatý princip poměrného zastoupení, takže až po politických jednání byl na 2. schůzi SNR 29. června 1990 za člena Předsednictva SNR zvolený Milan Ftáčnik za KSČS.

## Politické dopady voleb
Volby potvrdily dominantní pozici porevolučních politických formací Verejnosť proti násiliu a Kresťanskodemokratické hnutie. Po volbách do podala 29. června 1990 podala demisi vláda Milana Čiče a Předsednictvo SNR na návrh Slovenské rady VPN pověřilo sestavením nové vlády SR Vladimíra Mečiara (první vláda Vladimíra Mečiara). Formace VPN, KDH a DS, disponující v SNR 86 mandáty, vytvořily vládní koalici. SNS spolu s KSČS a Spolužitím zůstali v opozici. Předsednictvo SNR jmenovalo novou vládu 27. června 1990.